# Hospital Universitário Karolinska
O Hospital Universitário Karolinska (em sueco:  Karolinska universitetssjukhuset) está situado nas comunas de Solna e Huddinge, na proximidade da cidade de Estocolmo, na Suécia.
Foi criado em 2004, pela fusão orgânica dos hospitais Huddinge sjukhus e  Karolinska sjukhuset, resultando nos hospitais Karolinska universitetssjukhuset Solna (em Solna) e Karolinska universitetssjukhuset Huddinge (em Flemingsberg).
Serve como hospital de proximidade do condado de Estocolmo (Stockholms län). Acolhe pacientes de outras partes do país.

Dispõe de 1 600 lugares de tratamento, servidos por 15 800 funcionários, dos quais 2 600 investigadores. Recebe anualmente 1 580 000 pessoas.
Coopera com o Instituto Karolinska, formando assim um grande centro médico da Suécia.

## Nascimentos importantes
O hospital é famoso por ser o local de nascimento de alguns membros importantes da família real sueca.
- SAR A Princesa Vitória, Princesa Herdeira da Suécia (nascida em 14 de julho de 1977), a herdeira aparente do trono da Suécia.
  - SAR A Princesa Estelle da Suécia, Duquesa da Gotalândia Oriental, nascida no dia 23 de fevereiro de 2012, a primeira criança nascida para a princesa Vitória, Princesa Herdeira da Suécia e do Daniel Westling; ela ocupa a segunda posição na linha de sucessão ao trono sueco.
  - SAR O Príncipe Óscar da Suécia, Duque da Escânia, nascido em 02 de março de 2016, segundo filho da princesa Vitória, Princesa Herdeira da Suécia e Daniel Westling, Duque da Gotalândia Ocidental; atualmente ele é o terceiro na linha de sucessão ao trono sueco.
- Zara Larsson (nascida em 16 de dezembro de 1997), cantora sueca.

## Galeria

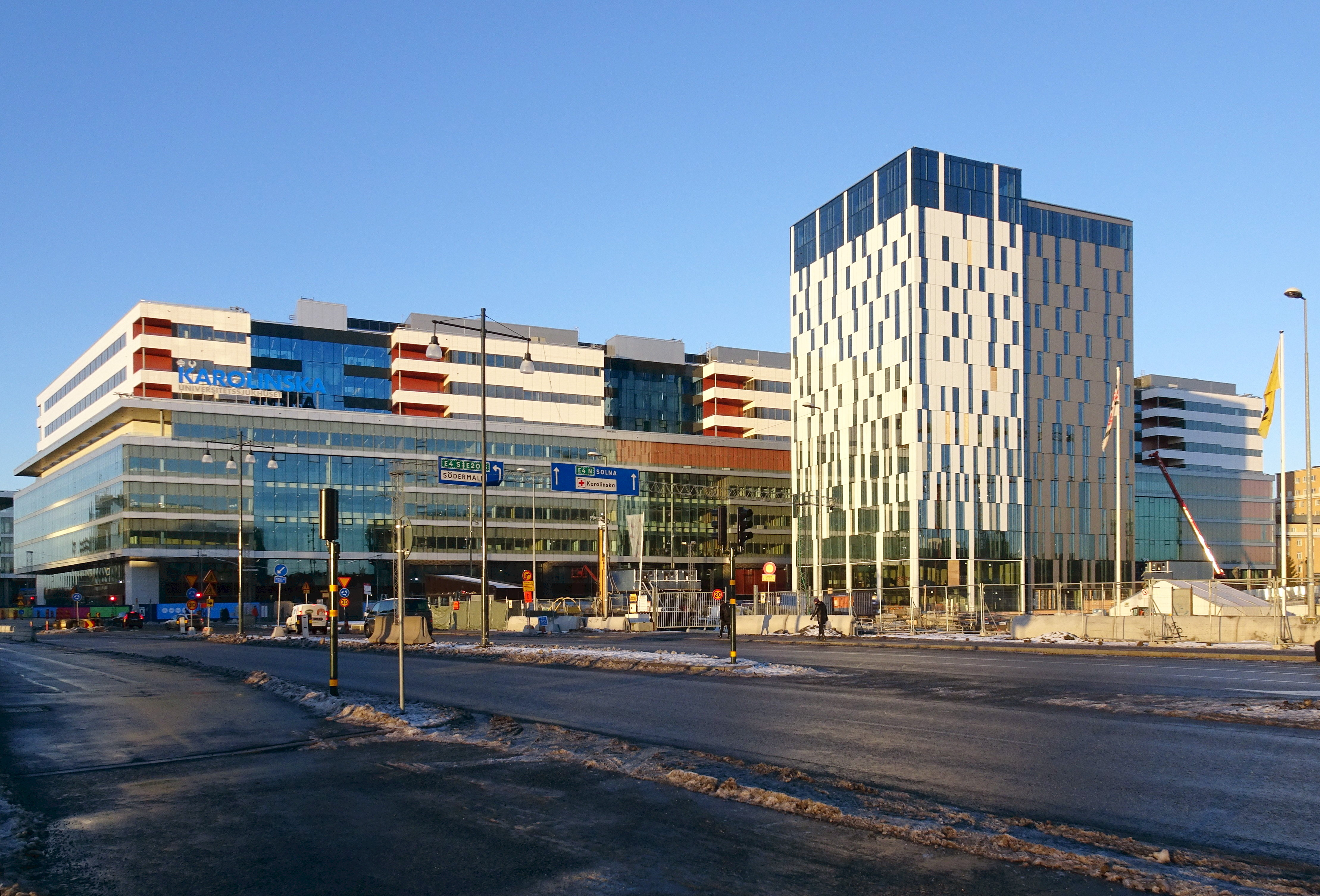
O novo hospital de Solna
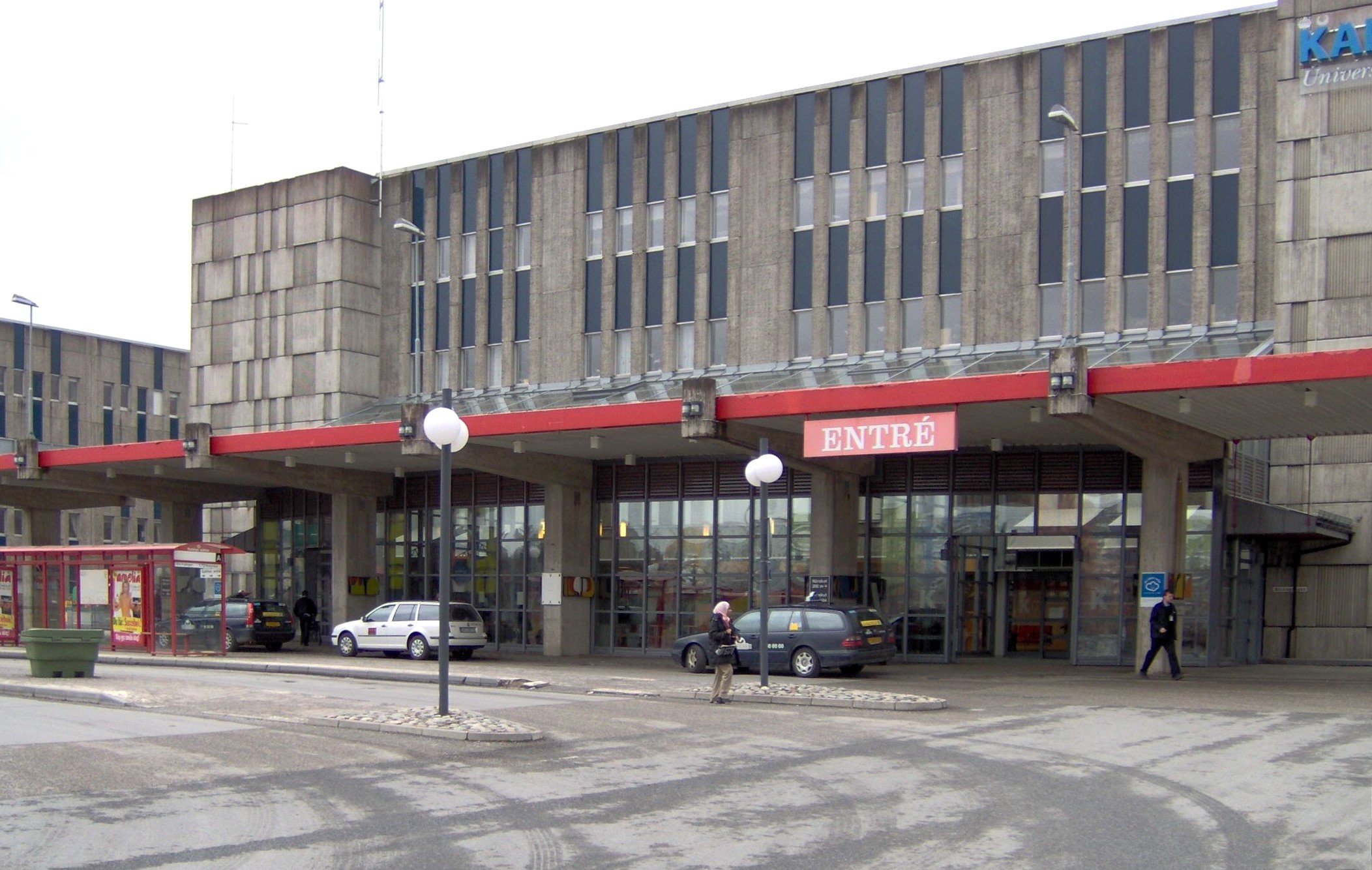
O hospital de Huddinge